# عبد الله باخشب
عبد الله باخشب مواليد 26 سبتمبر 1968، هو سائق راليات سعودي، بدأ مسيرته في سنة 1998 ومثل فريق تويوتا. كان أول رالي له هو رالي البرتغال 1998. نافس في بطولة العالم للراليات بين عامي 1998 و 2002. وهو خريج جامعة الملك عبد العزيز في جدة في تخصص المحاسبة.

## الإنجازات
- أحرز كأس المجموعة «ن» في بطولة الشرق الأوسط للراليات في العام 1993.
- فاز برالي قطر في المجموعة «ن» 1994.
- فاز برالي الأردن في المجموعة «ن» 1994.
- حل ثانياً في رالي لبنان المجموعة «ن» 1994.
- بطولة الشرق الأوسط لعام 1995.[3]
- فاز برالي لبنان الدولي عام 1996.
- في العام 2000 حلّ ثانياً في بطولة العالم للفرق الخاصة.

## بعد الاعتزال
شغل منصب رئيس اللجنة التنظيمية لرالي جدة الصحراوي الأول، كما شغل منصب مدير رالي حائل الصحراوي سنة 2008. كما تم تعيينه مراقباً دولياً من قبل الاتحاد الدولي للسيارات في رالي لبنان.

## روابط خارجية
- عبد الله باخشب على موقع Rallye-info.com (الإنجليزية)
- عبد الله باخشب على موقع eWRC-results.com (الإنجليزية)